# Collegio plurinominale Campania 2 - 02 (2017)
Il collegio elettorale plurinominale Campania 2 - 02 è stato un collegio elettorale plurinominale della Repubblica Italiana per l'elezione della Camera tra il 2017 ed il 2022.

## Territorio
Come previsto dalla legge elettorale italiana del 2017, il collegio era stato definito tramite decreto legislativo all'interno della circoscrizione Campania 2.
Il collegio comprendeva la zona definita dai tre collegi uninominali Campania 2 - 03 (Caserta), Campania 2 - 04 (Santa Maria Capua Vetere), Campania 2 - 05 (Aversa).

## Dati elettorali

### XVIII legislatura
Come previsto dalla legge elettorale, 386 deputati erano eletti in 63 collegi plurinominali con ripartizione proporzionale a livello nazionale tra le coalizioni e le singole liste che avessero superato la soglia di sbarramento stabilita.
Nel collegio venivano eletti 8 deputati.
| Liste          | Liste                                       | Proporzionale | Proporzionale | Proporzionale | Maggioritario | Maggioritario | Maggioritario |  |
| Liste          | Liste                                       | Voti          | %             | Seggi         | Voti          | %             | Seggi         |  |
| -------------- | ------------------------------------------- | ------------- | ------------- | ------------- | ------------- | ------------- | ------------- |  |
|                | Movimento 5 Stelle                          | 242 351       | 50,50         | 3             | 242 351       | 50,50         | 3             |  |
|                | Forza Italia                                | 92 189        | 19,21         | 1             | 140 587       | 29,30         | –             |  |
|                | Lega                                        | 26 941        | 5,61          | –             | 140 587       | 29,30         | –             |  |
|                | Fratelli d'Italia                           | 18 504        | 3,86          | –             | 140 587       | 29,30         | –             |  |
|                | Noi con l'Italia – UDC                      | 2 953         | 0,62          | –             | 140 587       | 29,30         | –             |  |
|                | Partito Democratico                         | 55 394        | 11,54         | 1             | 70 837        | 14,76         | –             |  |
|                | Italia Europa Insieme                       | 5 740         | 1,20          | –             | 70 837        | 14,76         | –             |  |
|                | +Europa                                     | 5 706         | 1,19          | –             | 70 837        | 14,76         | –             |  |
|                | Civica Popolare                             | 3 997         | 0,83          | –             | 70 837        | 14,76         | –             |  |
|                | Liberi e Uguali                             | 9 283         | 1,93          | –             | 9 283         | 1,93          | –             |  |
|                | Potere al Popolo!                           | 4 880         | 1,02          | –             | 4 880         | 1,02          | –             |  |
|                | Italia agli Italiani (FN - MSFT)            | 4 430         | 0,92          | –             | 4 430         | 0,92          | –             |  |
|                | CasaPound                                   | 2 294         | 0,48          | –             | 2 294         | 0,48          | –             |  |
|                | Il Popolo della Famiglia                    | 2 236         | 0,47          | –             | 2 236         | 0,47          | –             |  |
|                | Partito Comunista                           | 1 204         | 0,25          | –             | 1 204         | 0,25          | –             |  |
|                | Partito Valore Umano                        | 681           | 0,14          | –             | 681           | 0,14          | –             |  |
|                | Per una Sinistra Rivoluzionaria (PCL - SCR) | 647           | 0,13          | –             | 647           | 0,13          | –             |  |
|                | Lista del Popolo per la Costituzione        | 458           | 0,10          | –             | 458           | 0,10          | –             |  |
| Totale         | Totale                                      | 479 888       | 100           | 5             | 479 888       | 100           | 3             |  |
|                |                                             |               |               |               |               |               |               |  |
| Schede bianche | Schede bianche                              | 6 947         | 1,40          |               |               |               |               |  |
| Schede nulle   | Schede nulle                                | 10 829        | 2,18          |               |               |               |               |  |
| Votanti        | Votanti                                     | 497 664       | 69,39         |               |               |               |               |  |
| Elettori       | Elettori                                    | 717 152       |               |               |               |               |               |  |

## Eletti

### Eletti nei collegi uninominali
Eletti nel Movimento 5 Stelle
     Eletti nella coalizione di centro-destra (Lega - FI - FdI - NcI-UDC)
| Collegio uninominale        | Eletto | Eletto             | Partito |
| --------------------------- | ------ | ------------------ | ------- |
| 3. Caserta                  |        | Antonio Del Monaco | M5S     |
| 4. Santa Maria Capua Vetere |        | Giuseppe Buompane  | M5S     |
| 5. Aversa                   |        | Nicola Grimaldi    | M5S     |

1. ↑  In data 21.06.2022 aderisce al gruppo Insieme per il futuro.

### Eletti nella quota proporzionale
| Movimento 5 Stelle                                 | Forza Italia | Partito Democratico |
| -------------------------------------------------- | ------------ | ------------------- |
|                                                    |              |                     |
| Margherita Del Sesto Giovanni Russo Marianna Iorio | Carlo Sarro  | Piero De Luca       |

1. 1 2  In data 21.06.2022 aderisce al gruppo Insieme per il futuro.
2. ↑  In data 19.02.2021 aderisce al gruppo misto, non iscritti; in data 22.07.2021 a Fratelli d'Italia.